# Super Express
Super Express – polski dziennik o charakterze sensacyjno-rozrywkowym, wydawany w Warszawie od 1991 roku. Jego pierwszy zespół dziennikarski stanowiła w przeważającej większości dotychczasowa obsada „Expressu Wieczornego”.
Pierwszym redaktorem naczelnym „Super Expressu” był Grzegorz Lindenberg. Od maja 2018 gazetą kieruje Grzegorz Zasępa. Nakład gazety sięga 307 000 egzemplarzy, a dzienna sprzedaż – 184 000. Właścicielem dziennika jest spółka ZPR Media.

## Charakterystyka
Dziennik ma format tabloidowy i zasłynął publikacjami dotyczącymi afer politycznych i obyczajowych. Przed wyborami w 1993 i 1995 roku złamał obowiązującą media ciszę przedwyborczą, publikując wyniki sondaży przedwyborczych. W 1999 roku dziennik opublikował dane z PIT-u ówczesnego wicepremiera i ministra finansów Leszka Balcerowicza, następnie kontynuując tę akcję, co stało się w efekcie powodem uchwalenia w 2001 roku ustawy o jawności poselskich oświadczeń majątkowych. Głośnym echem odbiło się również opublikowanie przez dziennik zdjęć ciała zastrzelonego w Iraku korespondenta TVP, Waldemara Milewicza oraz fotomontażu przedstawiającego trenera Leo Beenhakkera z odciętymi głowami trenera Niemiec Joachima Löwa i piłkarza Michaela Ballacka. Pod koniec września 2006 r. „Super Express” przegrał proces z Edytą Górniak o ochronę dóbr osobistych.
12 października 2007 roku, na rynku ukazał się 5000. numer dziennika.
Superexpress.pl i Se.pl, czyli „Super Express” w wersji internetowej jest jedną z pierwszych witryn gazet w Polsce (istnieje od 1995 roku). Pierwszym redaktorem naczelnym Se.pl była Agnieszka Starewicz-Jaworska. Od maja 2018 portalem kieruje Bartłomiej Łęczek.
W czerwcu 2012 roku wydawca oddał do użytku nową wersję serwisu se.pl, która stała się portalem rozrywkowo-informacyjnym. Według badania Megapanel/PBI za kwiecień 2012 se.pl ma 2,847 mln prawdziwych czytelników, co dawało mu wtedy pierwsze miejsce wśród witryn polskich gazet (wyborcza.pl, fakt.pl, rp.pl) i konkurencyjnych portali (tvn24.pl, pudelek.pl, plotek.pl).

## Redaktorzy naczelni
Kolejni redaktorzy naczelni „Super Expressu”:
- Grzegorz Lindenberg: 1991–1994
- Urszula Surmacz-Imienińska: 1994–1996
- Izabella Jabłońska: 1996–1998
- Ewa Jarosławska: 1999–2003
- Mariusz Ziomecki: 2003–2006
- Tomasz Lachowicz: 2006–2007
- p.o. red. nacz. Stanisław Drozdowski: 2007
- Sławomir Jastrzębowski: 2007–2018
- Grzegorz Zasępa: od 2018[3]

## Amerykańskie wydania
Od 15 kwietnia 1996 ukazuje się wydanie „Super Expressu” dla Polonii amerykańskiej; jest to zarazem pierwsza zagraniczna edycja gazety ogólnopolskiej. Jej naczelnym jest od 2008 roku Adam Michejda, który wcześniej pełnił funkcję wicenaczelnego w polskiej redakcji gazety. Siedziba nowojorskiego oddziału mieści się na Manhattanie, przy ulicy John Street, niedaleko World Trade Center. Wydawcą pisma jest Super Express USA (prezes Beata Pierzchała).
Od września 2010 „Super Express” ukazuje się również w Chicago.

## Średnia sprzedaż
| Rok  | Liczba egz.               |
| ---- | ------------------------- |
| 2005 | 216 117                   |
| 2010 | 184 035                   |
| 2015 | 145 250                   |
| 2020 | 96 003                    |
| 2023 | 69 499 (w tym 224 e-wyd.) |